# Jean-Baptiste Courtonne
Jean-Baptiste Courtonne, dit Courtonne le Jeune, est un architecte français du XVIIIe siècle né à Paris le 8 janvier 1712 et mort à Angoulême le 15 mars 1781. Son œuvre la plus importante fut la construction du nouveau château de Villarceaux (1755-1759), l'un des derniers édifices de style Louis XV en France. Ayant succédé à Contant d'Ivry comme architecte du prince de Conti entre 1749 et 1761, il réalisa d'importantes transformations au palais du Temple à Paris ainsi qu'au château de L'Isle-Adam, dont il ne subsiste aucun vestige.

## Biographie
Fils de l'architecte Jean Courtonne (1671-1739), il obtint le troisième prix de l'Académie royale d'architecture en 1733 et en 1738 (« un arc de triomphe »). Entre-temps, il passa trois ans à Maubeuge auprès de l'ingénieur du roi Roland Le Virloys, directeur des Fortifications du Hainaut. Fort de cette expérience, il travailla à des relevés d'architecture et de décor, notamment pour le compte du peintre Jacques de Lajoüe qui l'avait pris en amitié.
Entre 1740 et 1742, sur la recommandation de son beau-frère, le sculpteur Jacques-François Martin, Courtonne fut employé par Jean-Baptiste Charlet du Tillet, marquis de Bussières, pour les travaux de l’hôtel d'Albret, rue des Francs-Bourgeois à Paris, où il succéda à Jean-Baptiste Vautrain, accusé de relâchement et de négligences : il fut notamment chargé de composer les vantaux de la porte cochère. Entre 1755 et 1759, toujours pour la famille du Tillet, alliée aux d'Ormesson, il édifia le château de Villarceaux pour Charles Jean Baptiste du Tillet, marquis de Villarceaux.
Architecte du prince de Conti en 1749, en remplacement de Contant d'Ivry, il réalisa pour le prince Louis François de Bourbon-Conti les nouvelles constructions du palais du Temple et transforma en 1757 le château de L'Isle-Adam. En 1761, le prince de Conti constitua six rentes pour régler les sommes dues à son architecte, sans que cette constitution puisse être regardée comme la preuve de la cessation d'activité de Courtonne.

## Réalisations et principaux projets
- Hôtel d'Albret, no 31 rue des Francs-Bourgeois, Paris (4e arrondissement), 1740-1742 : Dessin des vantaux de la porte cochère[7]. Pour Jean-Baptiste Charlet du Tillet, marquis de Bussières.
- Château de Villarceaux, Chaussy (Val-d'Oise), 1755-1759 : Construction du château neuf pour Charles Jean Baptiste du Tillet, marquis de Villarceaux. Selon Michel Gallet : « c'est l'un des derniers et des plus beaux édifices de style Louis XV. Une inscription commémorative y indique la date de la construction, 1758, et en nomme l'architecte. »[8]. Vincent Droguet est plus critique : « Le château [...] est placé à mi-pente entre la grande allée d'entrée et le parc qui descend jusqu'à l'étang du vieux manoir. La grille d'entrée est une pièce de ferronnerie Louis XV ouvrant au milieu d'un saut-de-loup encadré par deux pavillons dont l'un servait de chapelle et l'autre de logement pour le garde. Le bâtiment principal, isolé dans son environnement végétal, constitue un exemple parfait de grande maison de plaisance, adaptant à la campagne les formes architecturales élaborées précédemment à la ville. La façade du côté de l'entrée est animée par deux avant-corps latéraux et un avant-corps central reprenant le motif de la rotonde à trois pans, très répandu dans la construction privée depuis la Régence et dont Courtonne le père fut un des promoteurs. Sur la façade du côté du parc, à la rotonde se trouve substitué un avant-corps plat sur lequel se concentre la sculpture décorative (figure de Pomone au fronton). Cette disposition se révèle contraire à la pratique habituelle de l'époque où l'on disposait généralement l'avant-corps en rotonde du côté des jardins de manière à réserver au grand salon qui l'occupait des vues plus variées. Le renversement du parti a pour conséquence de souligner la maigreur des proportions de la rotonde d'entrée, qui nuit à son effet dans la composition, alors que le caractère monumental et presque sévère de la façade donnant sur les jardins apparaît plus nettement encore et s'impose comme un trait archaïque dans l'architecture de la décennie 1750. Courtonne se révèle ici un dessinateur hésitant, se conformant un peu maladroitement aux poncifs diffusés par les recueils d'architecture de la première moitié du siècle et revenant parallèlement à des formules héritées de la fin du règne de Louis XIV qui trahissent peut-être les séquelles de l'enseignement paternel. Ces éléments discordants ne doivent pas faire oublier que Courtonne le jeune fut un architecte prisé dans le Paris des années 1740. »[9]
- Palais du Temple, Paris (3e arrondissement), 1751-1755 (détruit) : Nouvelles constructions pour le compte du prince de Conti, nommé Grand Prieur de l'Ordre du Temple en 1749. Courtonne construisit la nouvelle aile nord, donnant à l'ouest sur une cour ou jardin fermé, ainsi qu'une longue galerie joignant l'ancien donjon du Temple depuis l'extrémité est de l'aile nord[10]. Ces travaux sont documentés par un ensemble de devis et de marchés[11], ainsi que par le Procès-verbal des améliorissements du Grand Prieuré de France faits à la diligence de S.A.S. M. le Prince de Conti, daté de 1756 et 1757[12]. Ce dernier document mentionne un corps de logis joignant l'aile gauche « pour faire des garde-robes, appartements des bains et autres commodités qui manquent : ce bâtiment [...] bâti en pierre de taille, composé de plusieurs pièces au rez-de-chaussée, couvert d'ardoises, entourant en partie une petite cour et jardin particulier » et mentionne comme date supposée de construction 1751[13]. Le procès-verbal signale également une « galerie conduisant aux tours, laquelle est en deux parties [...]. Quarrelée et plafonnée, couverte d'ardoises, et garnie de croisées et portes construite neuve en 1753 et 1755 [...] pour procurer une communication à couvert de l'hôtel prieural aux cinq tours. »[14] Par ailleurs, la cour a été repavée, les appartements du rez-de-chaussée refaits « presque à neuf », en particulier les trois pièces en enfilade du corps central et les pièces de l'aile nord, dans lesquelles le prince a fait refaire parquets et plafonds et changer les cheminées. La distribution des étages a été modifiée, le premier étant divisé en sept et le second en dix appartements ; leur décor a été remis à neuf, ainsi que les tuyaux de cheminée « de fond en comble » et la plus grande partie de la toiture en ardoise. En 1757, le prince décida de faire agrandir ses écuries[15]. Courtonne donna également les plans d'une maison donnant sur la grande cour du Temple, le long de la rue du Temple, dont la construction fut décidée par le prince dès 1752.
- Château de L'Isle-Adam, L'Isle-Adam (Oise), 1757-1758 (détruit) : Pour le compte du prince de Conti, Courtonne réalisa d'importantes transformations[15] : il habilla la façade sur la cour d'honneur, d'une colonnade d'ordre ionique à colonnes jumelées, précédée d'un perron et surmontée d'une balustrade courant entre les deux pavillons sur toute la longueur de la façade ; du côté de la rivière, il créa un long balcon garni d'une balustrade en fer forgé, reposant sur des supports en fer agrémentés de consoles à volutes, courant également sur toute la longueur de la façade à une hauteur de 17 pieds, en formant saillie sur les deux avant-corps latéraux et sur l'avant-corps central de la façade. « Par cette colonnade, Courtonne conçoit une vaste ordonnance qui adapte le château à la mode antiquisante. L'aspect sévère de la façade est accentué. Son esprit novateur contraste avec la façade sur la rivière dont le balcon en saillie reste encore attaché aux formes rocailles. »[16]. Courtonne construisit également un bâtiment souterrain couvert en terrasse au niveau de la cour afin de regrouper les « cuisine, offices, garde-manger et autres commodités de la cuisine »[17] en les éloignant des appartements. Il améliora également la distribution du rez-de-chaussée en créant des escaliers en bois assurant la communication entre la salle à manger et la terrasse surplombant la rivière.